# Vittorio Maria Bigari
Vittorio Maria Bigari (Bologna, 1692 – Bologna, giugno 1776) è stato un pittore italiano, importante rappresentante della pittura barocca.

## Biografia
Figlio del pittore Giacomo Bigari, affinò le sue conoscenze artistiche sotto la guida di Antonio Dardani e intraprese un'iniziale attività di stuccatore e di decoratore, prima di occuparsi alla pittura di scene ispirata dalla scuola dei Bibiena.
Dato che sono andati perduti i suoi lavori eseguiti alla chiesa di S.Niccolò a Carpi nel 1720, i primi documenti visivi attestanti il suo esordio furono le opere a S.Agostino di Rimini e le decorazioni effettuate presso il palazzo bolognese Aldrovandi-Montanari nel 1722, dove emersero soprattutto le scene mitologiche raffigurate nello scalone e nei saloni, che chiariscono un legame del pittore con la pittura murale felsinea di epoca precedente. Sempre nello stesso palazzo, vent'anni dopo, l'artista realizzò una serie di lavori alla grande Galleria raffigurando gli avvenimenti gloriosi e i personaggi della famiglia (Fasti della famiglia Aldrovandi) oltre agli Episodi di storia romana con tecnica grisaille nella Galleria delle statue.
Negli anni 1724 e 1725, invece, il pittore evidenziò una narrazione espressiva più personale e autonoma e una più indipendente sensibilità artistica negli affreschi realizzati al palazzo Manfredi di Faenza e nella galleria di palazzo Ranuzzi, dove il suo programma iconografico fu ispirato da Pier Jacopo Martello.
La sua notorietà massima coincise con l'incarico di principe dell'Accademia Clementina e il suo raggio di intervento si allargò ben oltre i confini emiliani: nel 1731 venne invitato assieme al fido quadraturista Orlandi a Milano per una serie di lavori a palazzo Archinti sotto la direzione del Tiepolo, e dopo una breve parentesi bolognese per la navata centrale di San Domenico (1733) con le raffigurazioni della storia dei domenicani, offrì i suoi servigi ai Savoia al Palazzo Reale torinese, decorando, nel 1738, l'appartamento della regina. A questo periodo corrisposero anche le decorazioni della cupola della Madonna della Guardia.
L'evoluzione artistica del Bigari, seguendo il suo percorso di temi profani e religiosi, approdò alla maturazione di opere di grande fantasia settecentesca, caratterizzate da un'elevazione cromatica e da un'armonia compositiva elegante che si avvicinò a quella di Francesco Monti.
Nel 1748, Bigari venne contattato per gli affreschi nei saloni di villa Albergati in provincia di Bologna, dove raffigurò l'Olimpo e il Trionfo di Bacco e Arianna.
Tra i suoi allievi menzioniamo i figli Gaspare, Angelo, Francesco, oltre che Nicola Bertuzzi.